# Dundee United Football Club 2017-2018
Questa voce raccoglie le informazioni riguardanti il Dundee United Football Club nelle competizioni ufficiali della stagione 2017-2018.

## Stagione
- In Scottish Championship il Dundee United si classifica al 3º posto (61 punti), dietro a St. Mirren e Livingston. Ai play-off promozione viene eliminato in semifinale dal Livingston.
- In Scottish Cup viene eliminato agli ottavi di finale dall'Aberdeen (4-2).
- In Scottish League Cup viene eliminato al secondo turno dal Dundee (2-1).

## Maglie e sponsor
| Casa | Trasferta |

## Rosa
Rosa aggiornata al 31 gennaio 2018.
| N. |                         | Ruolo | Calciatore             |
| -- | ----------------------- | ----- | ---------------------- |
| 2  | Scozia (bandiera)       | D     | Stewart Murdoch        |
| 3  | Scozia (bandiera)       | D     | Tom Scobbie (capitano) |
| 4  | Scozia (bandiera)       | D     | Mark Durnan            |
| 5  | Scozia (bandiera)       | D     | Paul Quinn             |
| 6  | Scozia (bandiera)       | D     | Lewis Toshney          |
| 7  | Scozia (bandiera)       | C     | Paul McMullan          |
| 8  | Australia (bandiera)    | A     | Scott McDonald         |
| 9  | RD del Congo (bandiera) | A     | Patrick N'Koyi         |
| 10 | Scozia (bandiera)       | C     | Scott Fraser           |
| 11 | Scozia (bandiera)       | C     | Billy King             |
| 12 | Scozia (bandiera)       | C     | Sam Stanton            |
| 14 | Francia (bandiera)      | D     | William Edjenguélé     |

| N. |                        | Ruolo | Calciatore         |
| -- | ---------------------- | ----- | ------------------ |
| 16 | Irlanda (bandiera)     | C     | Willo Flood        |
| 17 | Scozia (bandiera)      | D     | Jamie Robson       |
| 18 | Scozia (bandiera)      | C     | Scott Allardice    |
| 19 | Scozia (bandiera)      | A     | James Keatings     |
| 20 | Paesi Bassi (bandiera) | C     | Jordie Briels      |
| 21 | Turchia (bandiera)     | P     | Deniz Doğan Mehmet |
| 23 | Scozia (bandiera)      | C     | Fraser Fyvie       |
| 25 | Inghilterra (bandiera) | P     | Harry Lewis        |
| 28 | Scozia (bandiera)      | D     | Matty Smith        |
| 31 | Scozia (bandiera)      | C     | Graham Taylor      |
| 38 | Scozia (bandiera)      | A     | Logan Chalmers     |
| 58 | Danimarca (bandiera)   | A     | Emil Lyng          |